# 로하 (스페인)

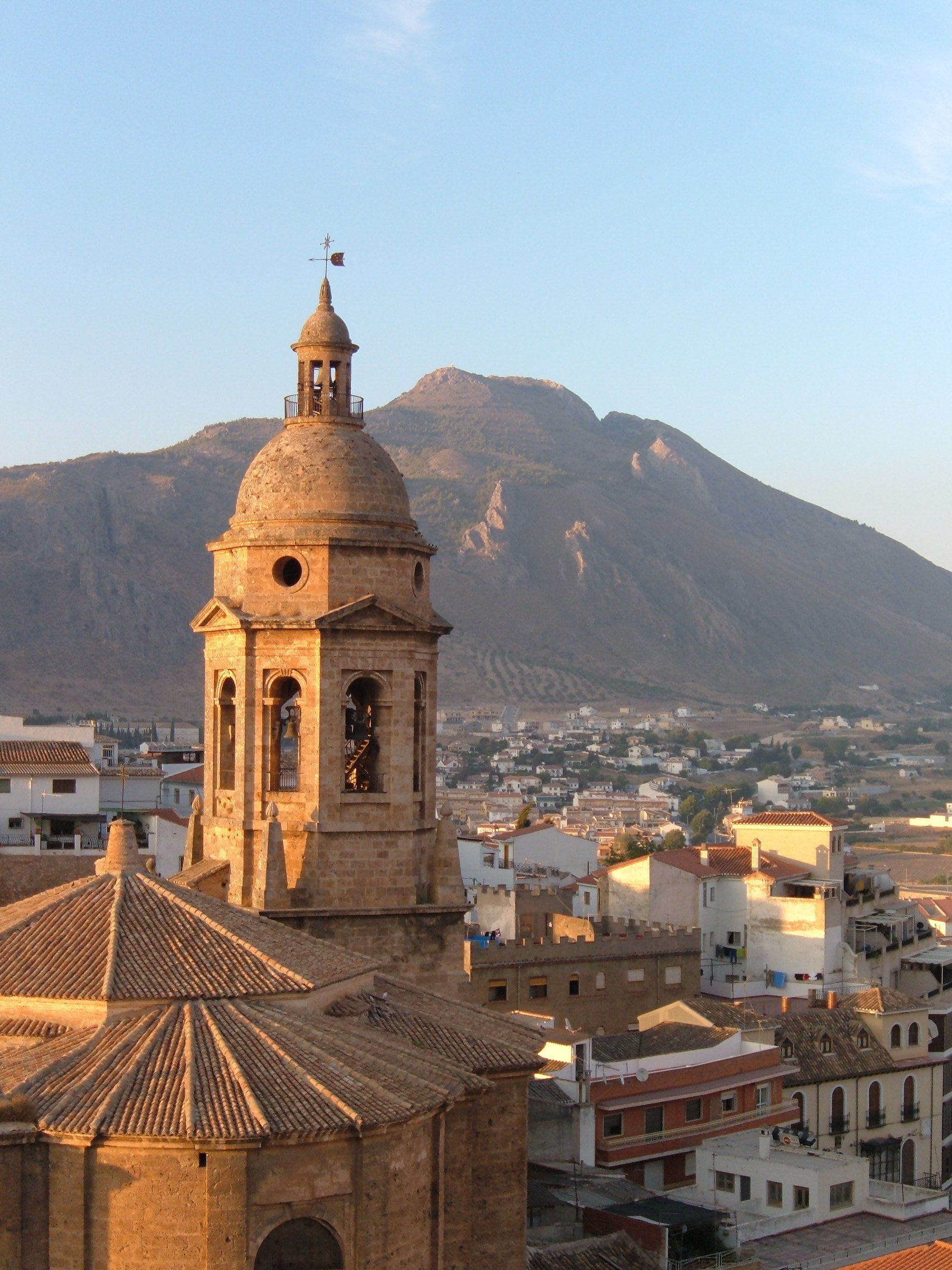
로하 교회에 있는 종탑

로하(스페인어: Loja)는 스페인 안달루시아 지방 그라나다 주에 위치한 도시로 면적은 454.7km2, 높이는 448m, 인구는 22,137명(2008년 기준), 인구 밀도는 49명/km2이다.
8세기에 무어인들이 점령한 뒤부터 메디나 라우나(Medina Lawna)라는 이름의 도시가 설립되었다. 1486년 레콩키스타 운동을 이끌던 기독교 세력들이 차지했다. 이사벨 1세 여왕은 이 곳을 "고난 속의 꽃"(flor entre espinas)이라고 불렀다.

시기
시 문장